# شاروش‌پاتاک
شاروش‌پاتاک(به مجاری: Sárospatak) در بورشود-آبااوی-زمپلن در کشور مجارستان واقع شده‌است. جمعیت این شهر ۱۳٫۶۶۳ نفر  است.